# Wladimir Wladimirowitsch Kenigson
Wladimir Wladimirowitsch Kenigson (* 7. November 1907 in Simferopol; † 17. November 1986 in Moskau) war ein sowjetischer Schauspieler und Synchronsprecher.

## Leben
Wladimir Kenigson wuchs in Simferopol auf der Krim auf. Er hatte väterlicherseits schwedische Vorfahren. Nach seinem Schulabschluss ging er im Jahr 1925 nach Moskau, wo er bis 1929 am Tschechow-Kunsttheater Moskau seine Schauspielausbildung absolvierte.
Am Theater wirkte er in zahlreichen Aufführungen mit und war von 1946 bis 1983 als festes Ensemblemitglied am Maly-Theater engagiert. Von 1937 bis 1986 trat Kenigson als Schauspieler vor der Kamera in mehr als 60 Film-und-Fernsehproduktionen in Erscheinung.
Daneben war Kenigson auch als Synchronsprecher tätig und lieh beispielsweise Louis de Funès oder Jean Gabin seine Stimme.
Von 1950 bis 1982 wurde Kenigson dreimal mit dem Staatspreis der UdSSR ausgezeichnet. Im Jahr 1974 erhielt er den Orden als Held der sozialistischen Arbeit.
Wladimir Kenigson war verheiratet und hatte eine Tochter und einen Sohn sowie einen Enkel. Er starb am 17. November 1986 im Alter von 79 Jahren. Seine Grabstätte befindet sich auf dem Wagankowoer Friedhof in Moskau.

## Filmografie (Auswahl)
- 1950: Der Fall von Berlin
- 1957: Wettlauf mit dem Tod
- 1963: Helden der Tscheka
- 1973: Siebzehn Augenblicke des Frühlings (TV-Zwölfteiler)
- 1981: Das Geheimnis des Dritten Planeten
- 1983: Mondscheinbogen (Lunnaja raduga)